# Aeropuerto Público de Santa María
El Aeropuerto Público de Santa María (IATA: SMX, OACI: KSMX, FAA LID: SMX), también conocido como Capt. G. Allan Hancock Field, es un aeropuerto localizado a tres millas (5 km) al sur del Distrito Financiero Central de Santa María, una ciudad en el norte de condado de Santa Bárbara, California, Estados Unidos.

## Instalaciones
El aeropuerto cubre 1,018 ha (2,516 acres) y tiene dos pistas de asfalto: 12/30, 2,439 x 46 m (8,004 x 150 pies) y 2/20, 1,582 x 23 m (5,189 x 75 pies).
En 2007, el aeropuerto tenía 62,480 operaciones de aeronaves, un promedio de 171 por día: 79% de aviación general, 19% de taxi aéreo, 2% militar y <1% aerolínea. 243 aviones se basan en el aeropuerto: 83% monomotor, 7% multimotor, 6% helicóptero, 3% jet, <1% planeador y <1% ultraligero.
En 2007 se inauguró una nueva instalación de reclamo de equipaje. Fue uno de los primeros aeropuertos de la costa central en utilizar un carrusel de equipaje de última generación, a pequeña escala.
En febrero de 2008 se inauguró una nueva sala de espera de la terminal. La antigua zona tenía espacio para 30 pasajeros. Diseñada para los vuelos de Allegiant Air, la nueva sala de espera tiene capacidad para 200 pasajeros y tiene espacio para una cafetería.
Se completó una extensión de pista el 3 de mayo de 2012, de 6,304 pies a 8,004 pies. La pista extendida en Santa María le da al aeropuerto la pista civil más larga entre Los Ángeles y San José en la costa central (las pistas principales de Bakersfield en Meadows Field en el Valle Central (10855 x 150 pies) y la pista de la BFA Vandenberg (15000 x 200 pies) son más largas).

## Aerolíneas y destinos

### Pasajeros
| Aerolíneas    | Destinos  |
| ------------- | --------- |
| Allegiant Air | Las Vegas |

### Carga
| Aerolíneas   | Destinos |
| ------------ | -------- |
| Ameriflight  | Burbank  |
| FedEx Feeder | Ontario  |

## Estadísticas

### Tráfico anual
| Año  | Pasajeros | Año  | Pasajeros | Año  | Pasajeros |
| ---- | --------- | ---- | --------- | ---- | --------- |
| 2016 | 78,000    | 2019 | 48,000    | 2022 | 31,000    |
| 2017 | 47,000    | 2020 | 31,000    | 2023 | 27,000    |
| 2018 | 45,000    | 2021 | 53,000    | 2024 | 26,000    |